# Ozerjanka
Az Ozerjanka (más néven Ozeranka, Csorna-patak, ukránul: Озерянка) folyó Kárpátalján, a Talabor bal oldali mellékvize. Hossza 18 km, vízgyűjtő területe 113 km². Esése 31 m/km. A Máramarosi-Verhovinán ered. 
Vízgyűjtője a Szinevéri Nemzeti Park területén található.

## Mellékvizek
Jelentősebb mellékvizei (zárójelben a torkolattól mért távolság):
- Pesszja-rika (bal part, 9,9 km)